# Micranthocereus
Micranthocereus Backeb. è un genere di piante succulente della famiglia delle Cactacee, endemico del Brasile.

## Tassonomia
Il genere comprende le seguenti specie:
- Micranthocereus albicephalus (Buining & Brederoo) F.Ritter
- Micranthocereus aureispinus F.Ritter
- Micranthocereus auri-azureus Buining & Brederoo
- Micranthocereus dolichospermaticus (Buining & Brederoo) F.Ritter
- Micranthocereus estevesii (Buining & Brederoo) F.Ritter
- Micranthocereus flaviflorus Buining & Brederoo
- Micranthocereus hofackerianus (P.J.Braun & Esteves) M.Machado
- Micranthocereus polyanthus (Werderm.) Backeb.
- Micranthocereus purpureus (Gürke) F.Ritter
- Micranthocereus streckeri Van Heek & Van Criek.
- Micranthocereus violaciflorus Buining